# Ven
Ven (duń. Hven) – należąca do Szwecji wyspa położona w cieśninie Sund między Zelandią (Dania) a Skanią (Szwecja).

## Geografia
- powierzchnia[1]: 7,48 km²
- długość: 4,5 km
- szerokość: ok. 2,4 km
- liczba stałych mieszkańców (2000)[1]: 354
- przemysł: gł. turystyka

## Historia
W latach 1576–1580 korzystając z bliskości Ven do Kopenhagi zbudował na wyspie swoje obserwatoria (Stjerneborg i Uranienborg) najsłynniejszy duński astronom Tycho Brahe. W ciągu 21 lat pracy na Ven dokonał on istotnych odkryć nt. ruchu księżyca oraz komet.

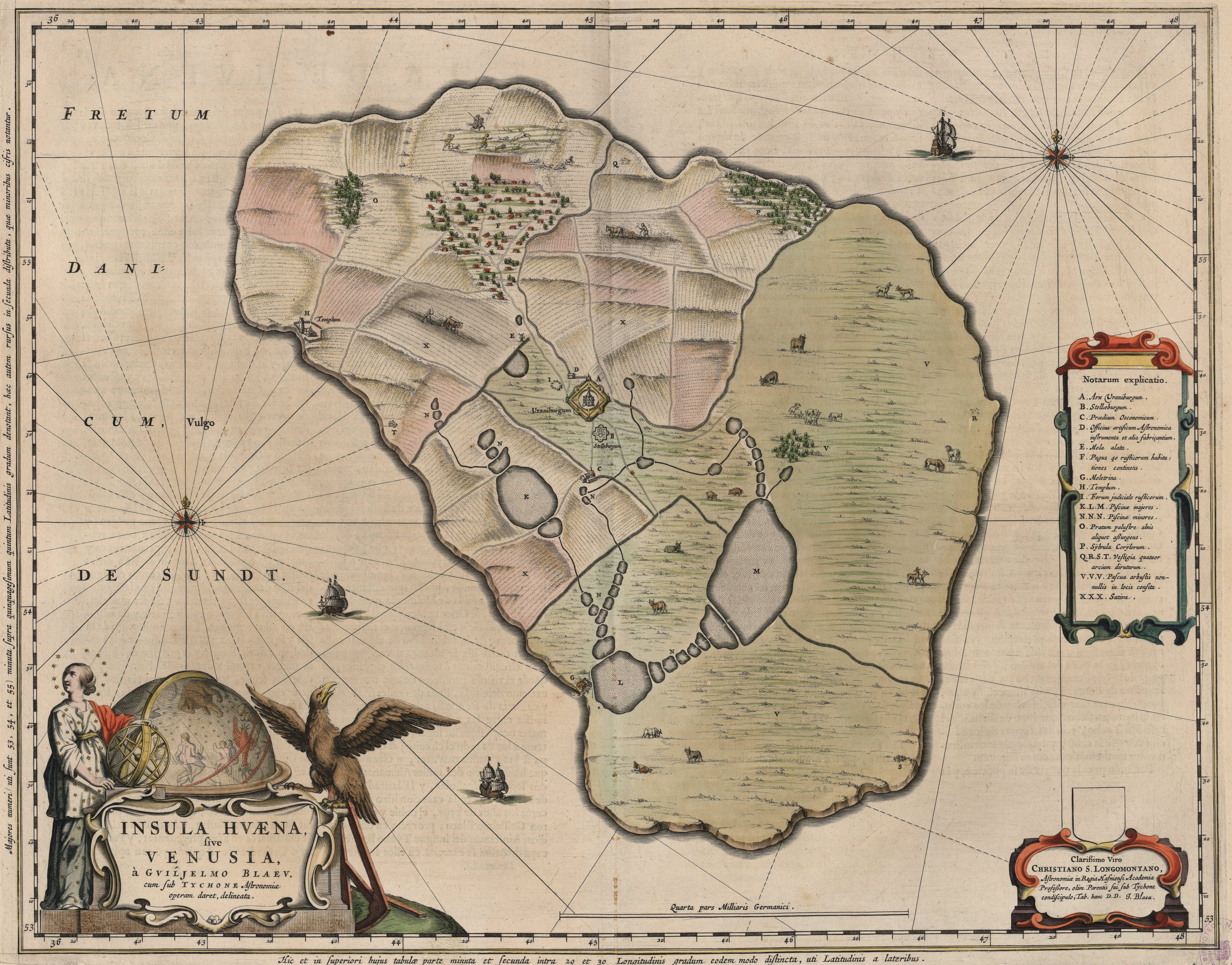
mapka Ven z 1663 roku

Do roku 1658 Ven (zwany wówczas Hven) należał do Danii i uważany był za część Zelandii. Jednak po podpisaniu pokoju w Roskilde, na mocy którego Dania zrzekła się na rzecz Szwecji dużej części swojego terytorium, szwedzki król Karol X Gustaw uznał, że także Ven powinien być częścią Skanii, a zatem Szwecji. Får jag inte Ven, bryter jag freden! ("Jeśli nie dostanę Ven, zrywam pokój!") – zagroził. Skutecznie, bo Ven dostał, a pokój zerwał i tak.